# Berufsverband Orthoptik Deutschland
Der Berufsverband Orthoptik Deutschland e. V. (BOD) (ehemals Berufsverband der Orthoptistinnen Deutschlands) ist ein Zusammenschluss von staatlich anerkannten Orthoptistinnen und Orthoptisten in Deutschland. Er wurde 1971 gegründet und dient neben der wissenschaftlichen und praktischen Fort- und Weiterbildung insbesondere der berufspolitischen Interessenvertretung seiner Mitglieder gegenüber politischen Gremien, Ärzteverbänden, Krankenkassen, fachverwandten Berufen, Rehabilitationseinrichtungen und Selbsthilfeorganisationen. Zudem betreibt der Verband eine entsprechende Öffentlichkeitsarbeit und pflegt sowohl die internationale Kommunikation mit anderen Fachverbänden, Organisationen und Institutionen, als auch die interdisziplinäre Zusammenarbeit aller Fachkräfte, die in den Bereichen der Prävention, Diagnostik, Therapie und Rehabilitation tätig sind.
Von rund 2400 praktizierenden Orthoptistinnen in Deutschland sind etwa 1300 Mitglieder (Stand 2018) im Berufsverband organisiert, der in 9 Regionalverbände unterteilt ist. Es besteht die Möglichkeit der Mitgliedschaft in Form einer ordentlichen Vollmitgliedschaft und einer außerordentlichen Schülermitgliedschaft. 
Der BOD ist mit jeweils einer Delegierten im weltweiten Fachverband International Orthoptik Association (I.O.A.) und im europäischen Fachverband Comité des Orthoptistes de la Communauté Européenne (OCE) vertreten. Die internationale Standesvertretung International Orthoptic Association ruft seit 2013 an jedem ersten Montag im Juni zum Internationalen World-Orthoptic-Day auf.
Der Sitz des Verbandes befindet sich in Köln. 1. Vorstandsvorsitzende ist Daniela Lemm, Geschäftsführerin Melanie van Waveren. Es gibt eine verbandsinterne Fachzeitschrift, Orthoptik – Pleoptik, die einmal jährlich in einer Auflage von etwa 1500 Exemplaren an Mitglieder und Interessenten ausgeliefert wird.